# Ibn at-Tazi
Ibn at-Tazi (fl. XII secolo) è stato un poeta arabo di lingua siculo-araba.
Di lui ci sono pervenuti due poesie i cui temi sono tipici della poesia arabo musulmana del tempo: Gusta le arance che hai colto dall'albero // la loro presenza vuol dire felicità..., e Ho bussato alla porta di un giardino fiorito come la giovinezza// mentre il sole mattutino si levava all'orizzonte.....